# Baldassare Estense
Baldassare Estense (* vor dem 2. Juni 1432 oder vor 1441/42 vielleicht in Reggio nell’Emilia; † 1504 oder nach dem 29. Januar 1506 wahrscheinlich in Ferrara) war ein italienischer Maler, Bildhauer und Medailleur.

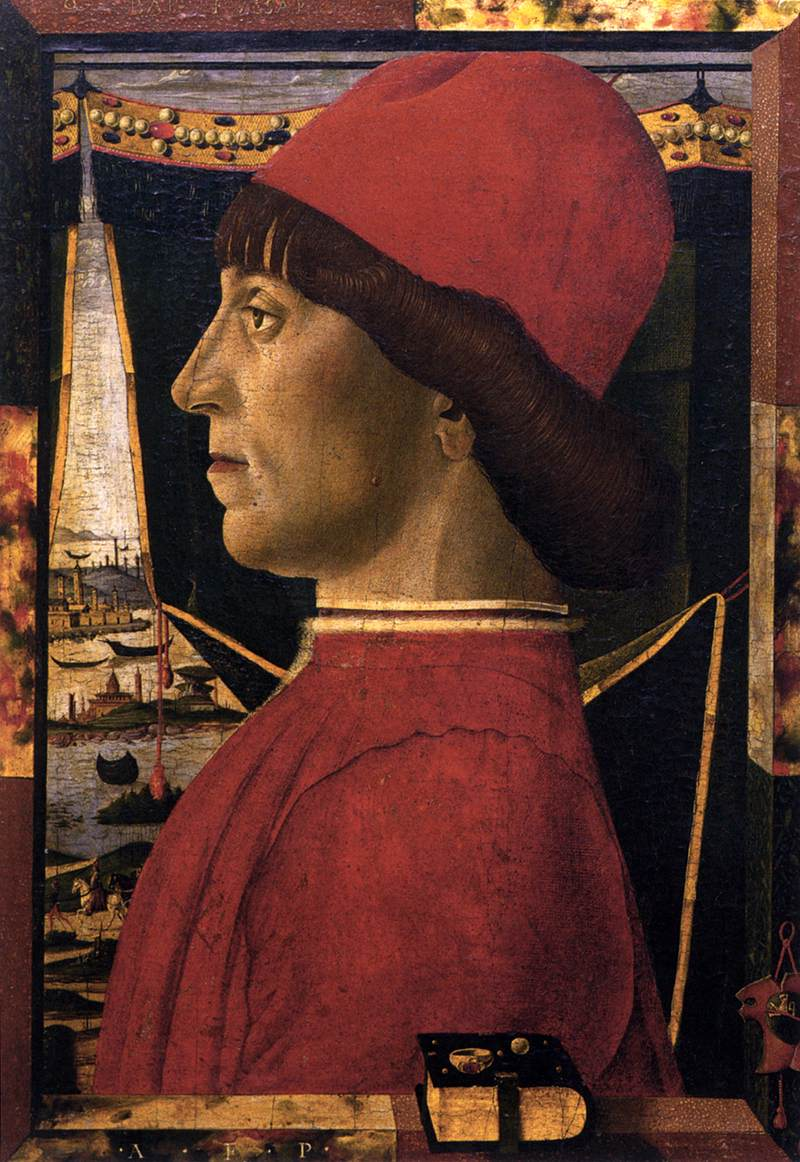
Baldassare Estense, Porträt eines jungen Mannes

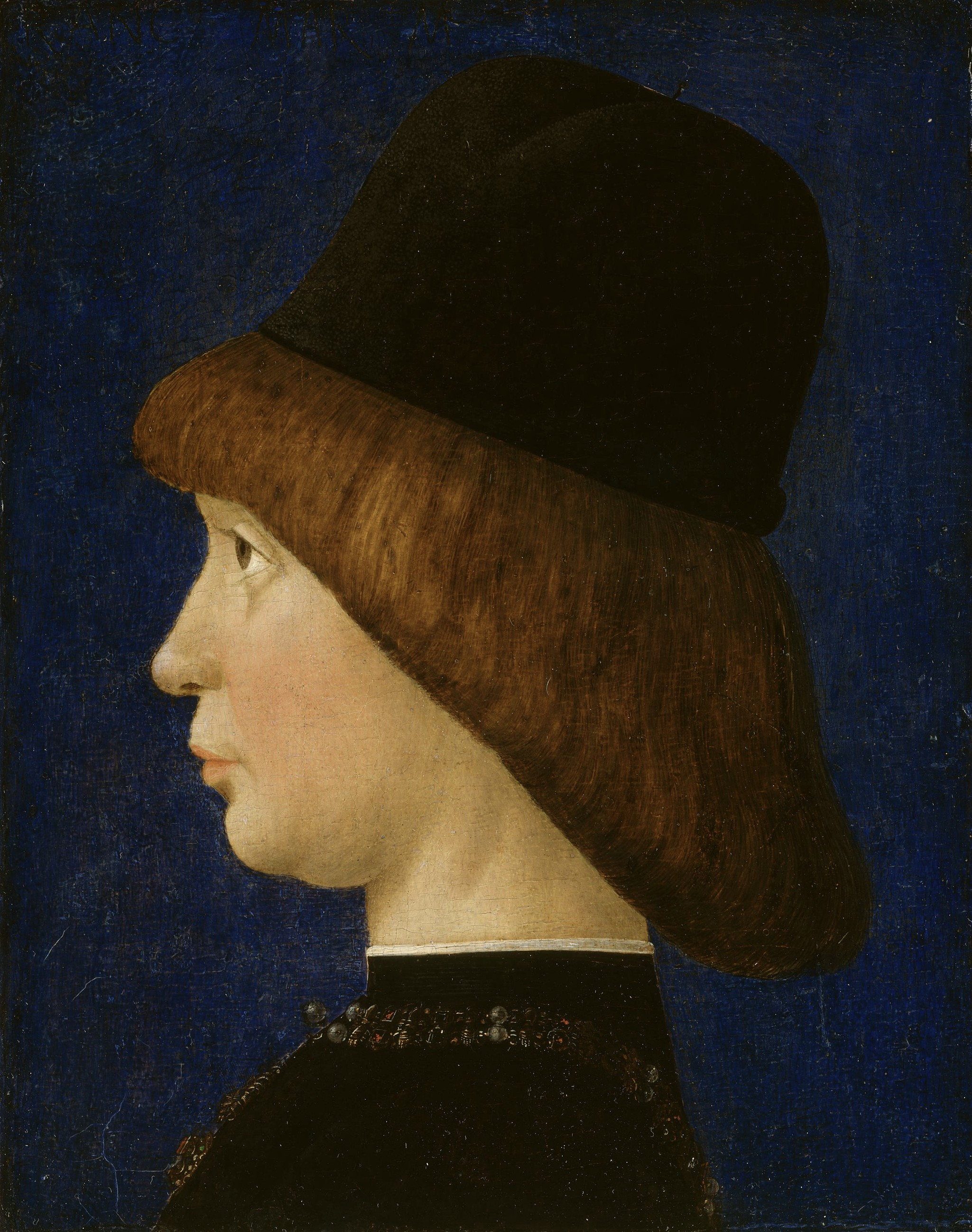
Baldassare Estense, Porträt von Francesco II Gonzaga

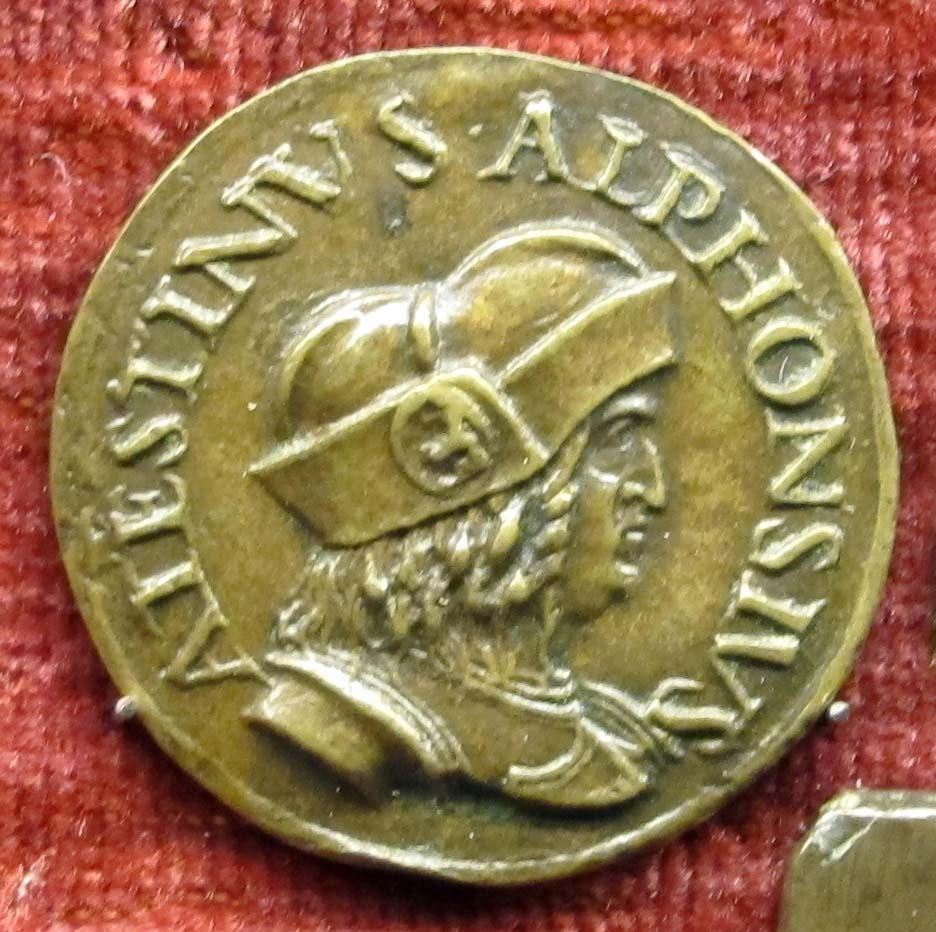
Baldassare Estense, Medaille von Alfonso I d’Este

Namensvarianten: Baldassare d’Este; Baldassare da Reggio.

## Leben
Baldassare Estense war vermutlich ein Sohn des Markgrafen Niccolò III. d’Este. Sein genaues Geburtsdatum ist unbekannt und wird in der alten Literatur oft mit 1432 angegeben; in der neueren Forschung neigt man eher dazu, dieses etwa zehn Jahre nach hinten zu verlegen. Genauso unbekannt ist sein früher künstlerischer Werdegang.
Die früheste Erwähnung stammt aus dem Jahre 1461 und bezieht sich auf die Ausstellung eines Reisepasses. 1469 hielt er sich in Pavia auf, wo er den Herzog Galeazzo Maria Sforza und seine Gattin Bona von Savoyen porträtierte. Noch im gleichen Jahr reiste er, ausgestattet mit einem Empfehlungsschreiben Galeazzos, nach Ferrara, wo er am Hofe Borso d’Estes vorstellig wurde. Dort avancierte er bald zum Hofmaler und war als viel beschäftigter Porträtist tätig. Parallel dazu malte er mehrere, heute nicht mehr erhaltene Wandbilder für die Kirche San Domenico. Etwa Mitte der 1470er Jahre verließ er Ferrara und ließ sich in Reggio nell’Emilia nieder, wo er das Amt eines Capitano di Porta Castello bekleidete. Spätestens 1497 siedelte er erneut nach Ferrara um, wo er höchstwahrscheinlich bis zu seinem Tode blieb.

## Der Künstler
Obwohl das Leben Baldassare Estenses ab den 1460er Jahren außergewöhnlich gut dokumentiert ist, liegt sein Werk noch weitgehend im Dunkeln. Neben einem 1499 datierten und signierten Bildnis des Tito Strozzi (Venedig, Collezione Cini) und den ebenfalls signierten Resten eines für das Oratorio della Concezione in Ferrara gemalten Freskos mit der Darstellung der Stigmatisation des heiligen Franziskus mit einer Stifterin (Ferrara, Pinacoteca Nazionale), sind ihm keine weiteren Werke mit absoluter Sicherheit zuzuschreiben. Ihnen recht nahestehen noch ein Familienbildnis des Uberto de’ Sacrati (München, Alte Pinakothek) und das Bildnis des Borso d’Este (Mailand, Castello Sforzesco).
Diesen Bildern versuchten die Kunsthistoriker verschiedentlich weitere Werke anzuschließen, so unter anderem eine Gruppe von Gemälden, die man zuvor unter dem Notnamen Vicino da Ferrara zusammengestellt hatte und die mehrheitlich dem Ercole de’ Roberti nahestehen. Da diese Gruppe, nach Ansicht vieler Experten, allerdings keine künstlerische Einheit bildet, kann diese Aussage derzeit nur als eine These betrachtet werden.
Darüber hinaus werden ihm auch noch eine Reihe von stilistisch ähnlichen Medaillen und einige wenige bildhauerische Arbeiten zugewiesen.
Die wenigen erhaltenen Bilder, die ihm heute mehrheitlich zugewiesen werden, gelten als Arbeiten von hoher zeichnerischer Akribie, die eine erfrischende künstlerische Auffassung wiedergeben.
In seiner Werkstatt waren auch die Maler Andrea De Passeri und Bartolomeo di Jacopo Benati tätig. Als Medailleur gehörte er nicht zu den Besten, obwohl er sich eindeutig von guten Vorbildern, darunter auch von denen aus Pisa, inspirieren ließ. Seinen größten Ruhm verdankt er seinen Gemälden, in denen er vor allem ein Anhänger von Ercole de’ Roberti war.

## Authentische Werke
Gemälde
- Ferrara, Pinacoteca Nazionale

Die Stigmatisation des heiligen Franziskus mit einer Stifterin. (Fresko)
- Venedig, Collezione Cini

Bildnis des Tito Strozzi.

## Vielfach zugeschriebene Werke
Gemälde
- Bayonne, Musée Bonnat

Bildnis eines Jünglings.
- Bergamo, Accademia Carrara

Kopf eines trauernden Engels.
- Chalis, Musée André

Bildnis eines älteren Mannes.

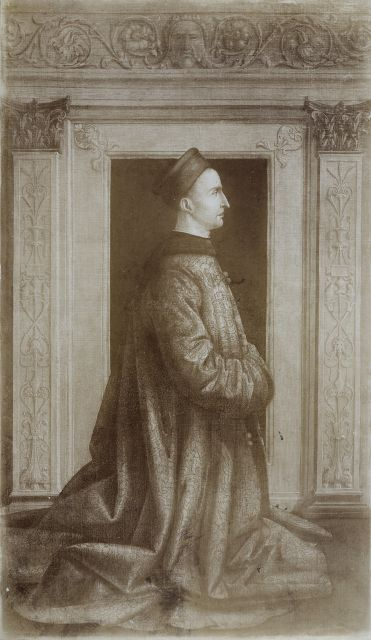
Bildnis des Galeotto I. Pico della Mirandola (Hannover, Niedersächsisches Landesmuseum)

- Dublin, National Gallery of Ireland

Bildnis eines Musikers.
- Ferrara, Fondazione Cassa di Risparmio di Ferrara

Die Verkündigung.
- Ferrara, Palazzo Schifanoia

Porträtköpfe. um 1471–1473
- Ferrara, Pinacoteca Nazionale

Der heilige Sebastian.
- Ferrara, Collezione Vendeghini

Der heilige Johannes der Täufer.
- Florenz, Collezione Strozzi

Vier Szenen aus der Passion Christi.
- Hannover, Niedersächsisches Landesmuseum

Bildnis des Galeotto I. Pico della Mirandola.
Bildnis der Bianca Maria d’Este.
- Locko-Park, Derby

Bildnis eines Mannes.
- London, National Gallery

Das Konzert.
- Mailand, Castello Sforzesco

Bildnis des Borso d’Este.
- München, Alte Pinakothek

Verlöbnisbildnis des Johann Corvinus; um 1486
Familienbildnis des Uberto de’ Sacrati.
- Paris, Musée des Arts Décoratifs

Die Kreuzigung Christi.
- Venedig, Museo Correr

Bildnis eines jungen Mannes.
- Washington, National Gallery of Art

Bildnis des Francesco II. Gonzaga als Kind.
- Verbleib unbekannt

Der Tod Mariae. (ehemals Collezione Massari)
Bildnis des Giovanni Bentivoglio und seiner Gemahlin. (ehemals Sammlung Dreyfuss)
Bildnis eines Mannes mit Ring. (Im Mai 1911 aus der Abdy-Sammlung versteigert)
Heilige mit Stifter.
Skulpturen
- Berlin, Skulpturensammlung und Museum für byzantinische Kunst

Bildnis eines älteren Mannes.
Bildnis eines jüngeren Mannes.
- London, Victoria & Albert Museum

Bildnis des Ercole I. d’Este.
- Oxford, Ashmolean Museum

Bildnis des Titus Strozzi.